# Maximin von Trier

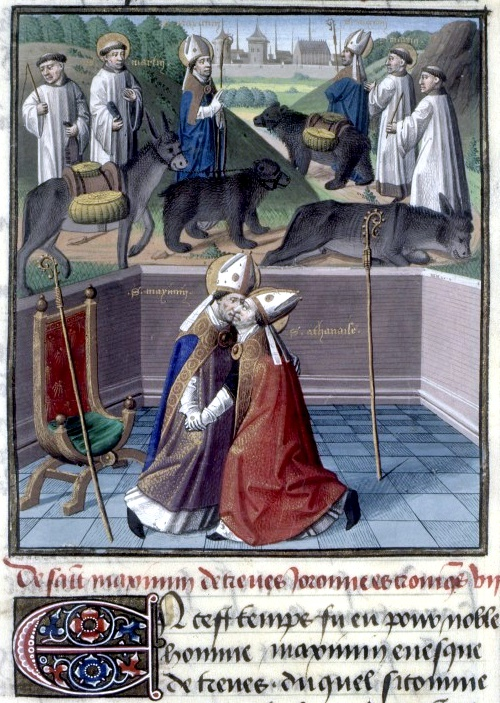
St. Maximin von Trier (links) empfängt den verbannten St. Athanasius (rechts); im Hintergrund Darstellung der Bärenlegende aus der Vita. Buchmalerei, 1463

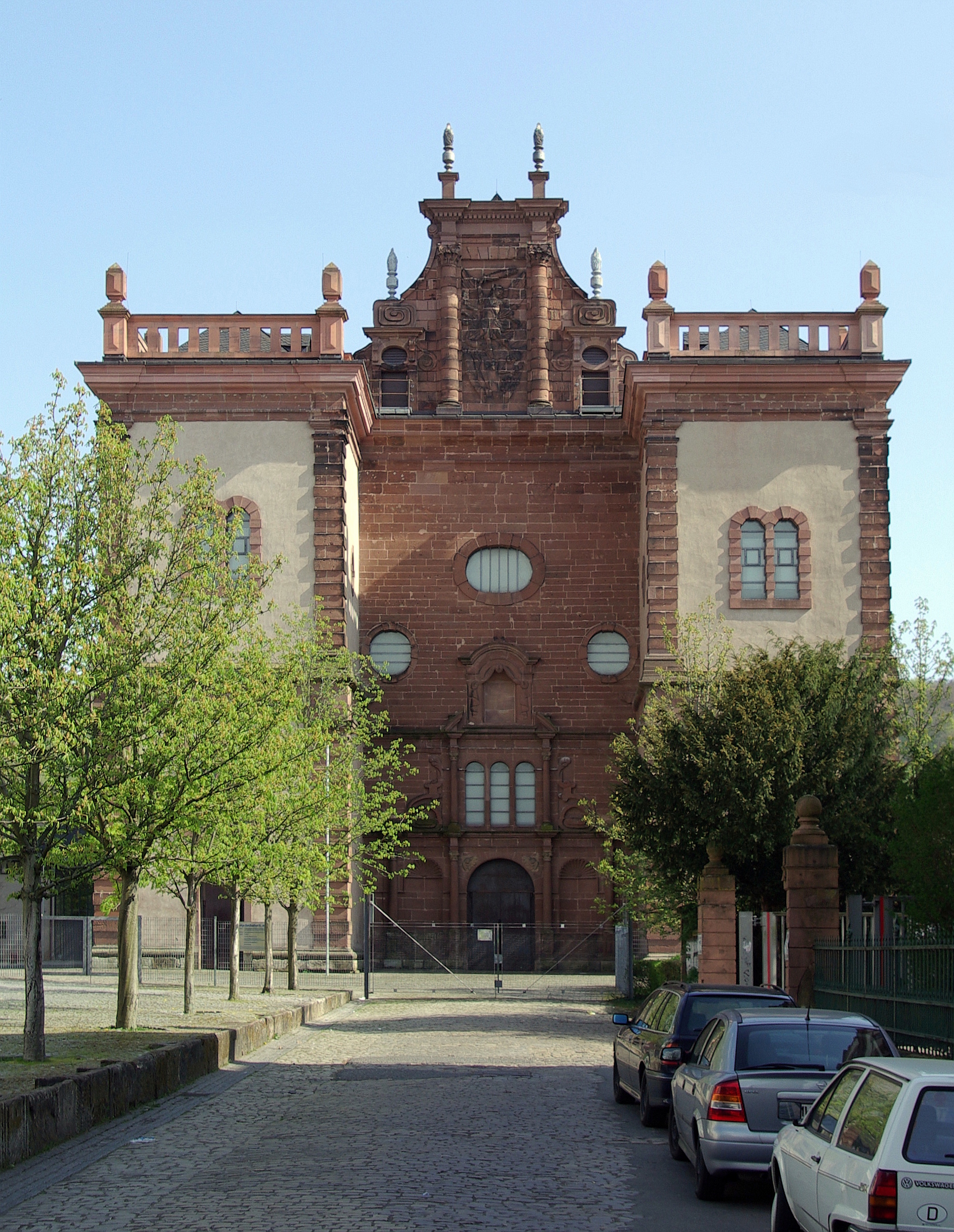
Westfront der ehemaligen Reichsabtei St. Maximin in Trier

Der heilige Maximin von Trier, auch Maximinus von Trier, (* Ende des 3. Jahrhunderts in Silly, Frankreich; † 12. September 346 in Poitiers, Frankreich) wurde 329 Bischof von Trier als Nachfolger des heiligen Agritius und war ein Gegner des Arianismus. Seinem Freund und Mitstreiter Athanasius dem Großen gewährte er 335 bis 337 Asyl in Trier. Er starb 346 bei einer Reise von Konstantinopel nach Poitiers.
Maximinus war Bischof in Trier zur Zeit der Regierung der Söhne  Konstantins des Großen. Sein Nachfolger Paulinus überführte am 29. Mai 353 seine Gebeine nach Trier. An dieser Grabstätte wurde im 6. Jahrhundert eine Benediktinerabtei gegründet (später Reichsabtei St. Maximin). Die Johanneskirche wurde später in St. Maximin umbenannt.
Sein Haupt wird heute in der Pfarrkirche St. Maria und St. Martin von Trier-Pfalzel verehrt. Er gilt als Patron gegen Gefahren des Meeres, gegen Regen und Meineid. Vor allem im Elsass und im Raum Trier wird er verehrt. Sein Gedenktag ist der 29. Mai.
Dargestellt wird er oft mit einem Bären, der der Legende nach sein Lasttier getötet hatte und deswegen sein Gepäck während einer Romreise tragen musste, wie es ähnlich auch von anderen Heiligen erzählt wird, etwa von Korbinian, Romedius oder Lukan von Säben. Die Wappen der Gemeinde Pickließem in der Eifel und der Gemeinde Lorentzweiler in Luxemburg zeigen den Bären mit dem Gepäcksattel.